# Zellenberg
Zellenberg ist eine französische Gemeinde mit 323 Einwohnern (Stand 1. Januar 2022) im Département Haut-Rhin in der Region Grand Est (bis 2015 Elsass).

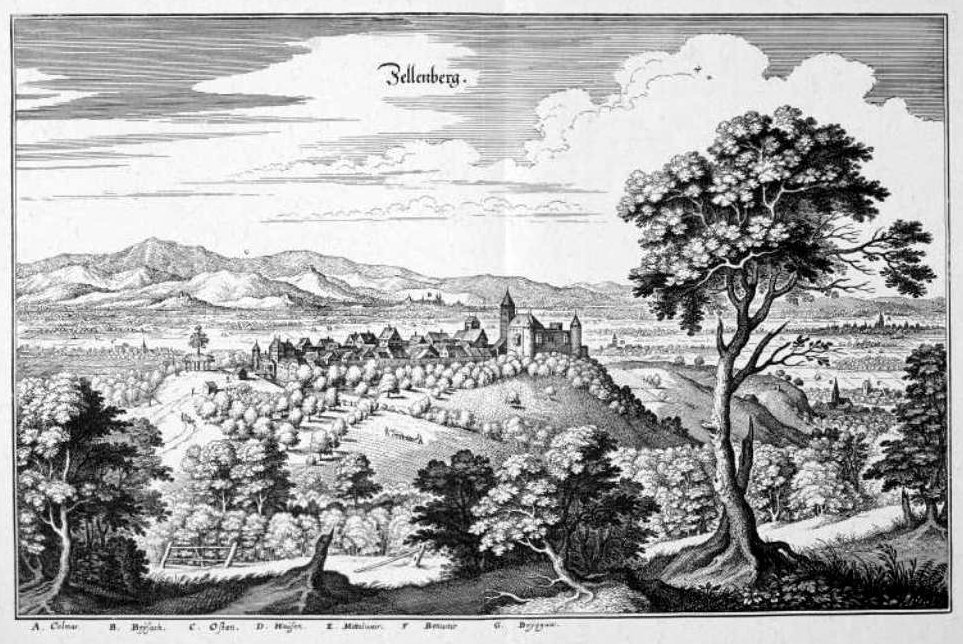
Zellenberg mit Stadtmauer und Schloss (erste Hälfte 17. Jahrhundert)

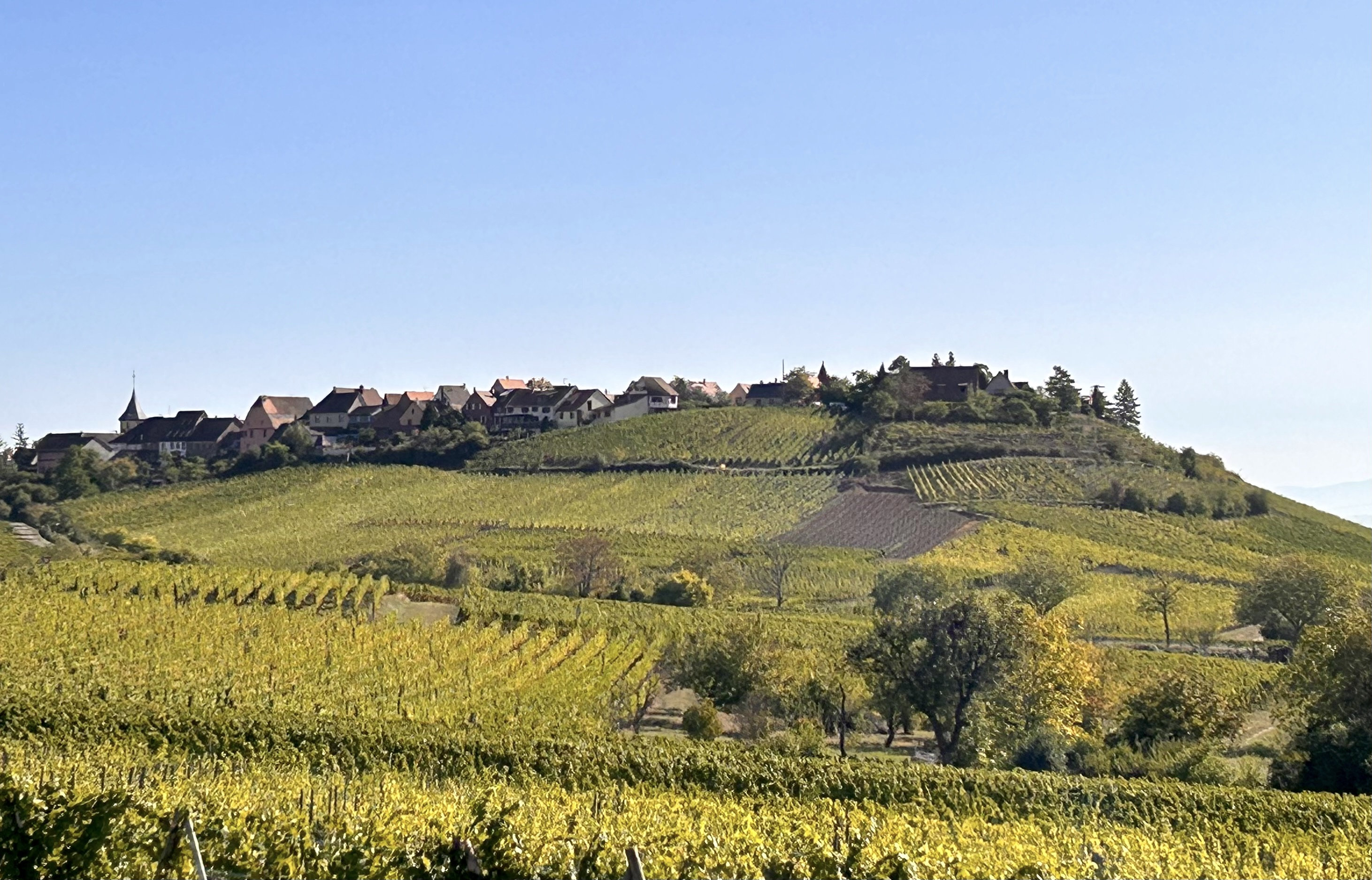
Ansicht von Westen

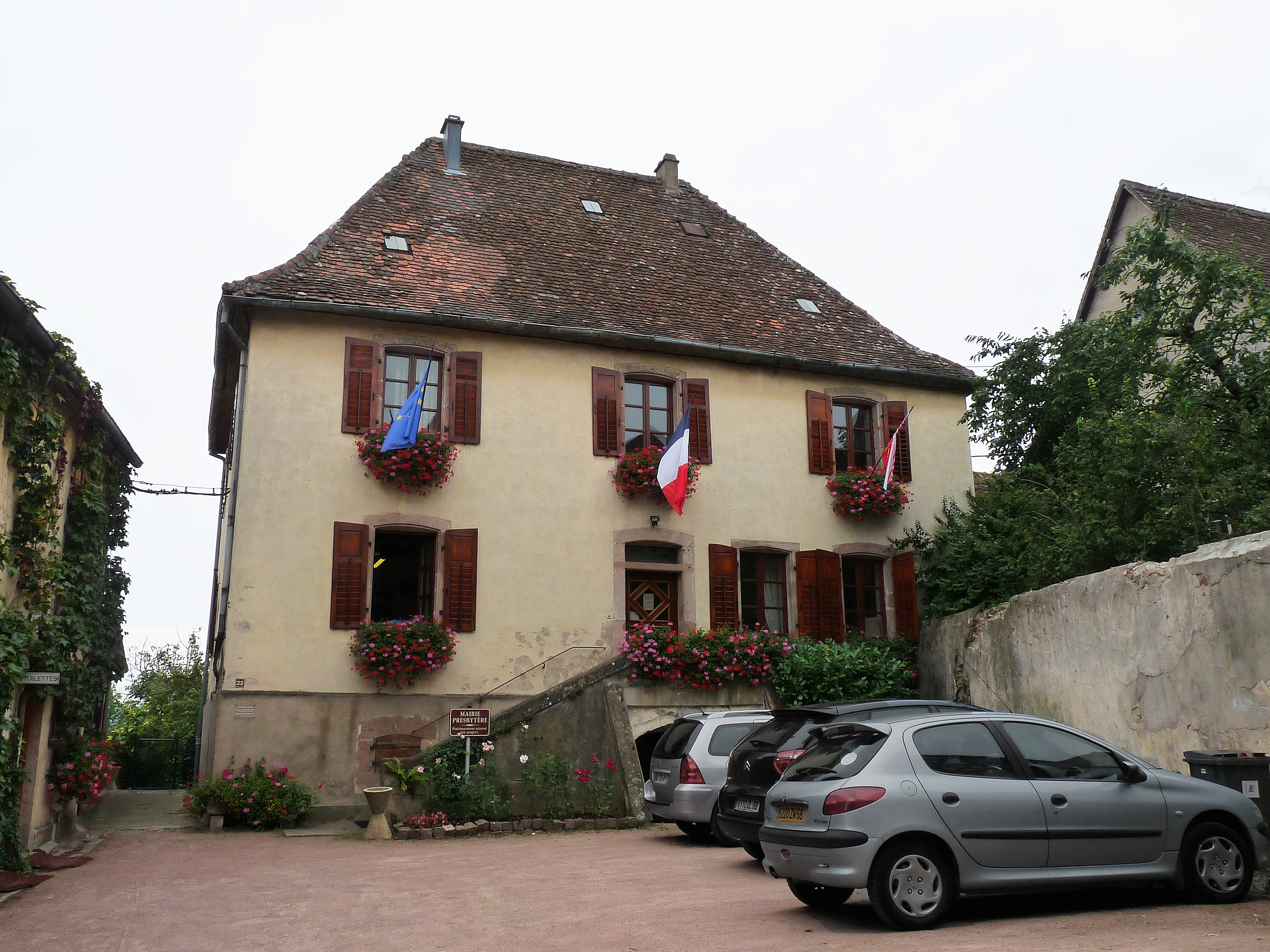
Mairie Zellenberg

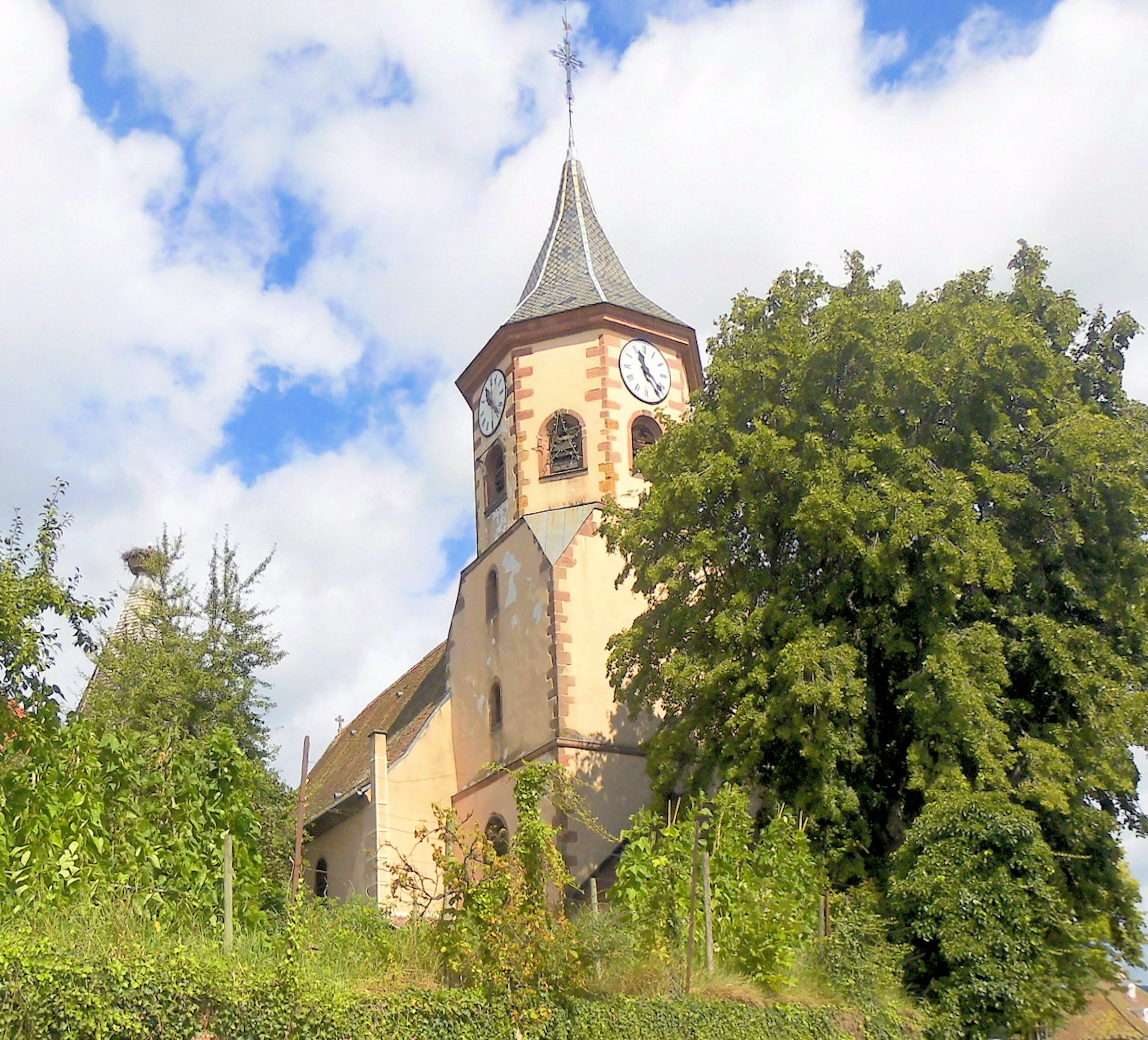
Kirche St. Ulrich

## Geographie
Zellenberg liegt auf einem kleinen Hügel in der Oberrheinebene am Rande der Vogesen, inmitten von Weinbergen an der Elsässer Weinstraße zwischen Ribeauvillé (deutsch Rappoltsweiler) und Riquewihr (deutsch Reichenweier). Das Gemeindegebiet gehört zum Regionalen Naturpark Ballons des Vosges.

## Geschichte
Zellenberg war seit 1252 ein bischhöflich-straßburgisches Lehen. Auf dem Hügel der Ortschaft, auf dem sich zuvor ein Einsiedler in einer Klause aufgehalten hatte, ließ im 13. Jahrhundert Graf Walther von Horburg ein befestigtes Schloss erbauen. Auf dem Plateau vor dem Tor des Schlosses entstand die Ansiedlung, die später mit einer Stadtmauer umgeben wurde.  Im Jahr 1324 befand sich das Schloss im Besitz des Bistums Straßburg, und 1332 kam es an die Grafen von Rappoltstein. Die Bürger der Ortschaft verloren 1525 ihre Rechte, weil sie im Bauernkrieg für die Bauern Partei ergriffen hatten.
Das Dorf hatte sich früher am Fuß des Hügels befunden, wo auch die Kirche stand. Um 1780 war das Schloss verfallen.
Der Flecken Zellenberg war Sitz eines der acht Ämter der Herrschaft Rappoltstein gewesen (neben Bergheim, Gemar, Heitern, Hohnack, Markirch, Rappoltsweiler und Weyer im Gregoriental). Der letzte Herr von Rappoltstein, der die Herrschaft durch die Französische Revolution verlor, war Max Joseph, späterer König von Bayern.
Im dritten Jahrzehnt des 19. Jahrhunderts war die Schlossruine nicht mehr vorhanden, und die Ortschaft hatte nur ein Tor und eine einzige Hauptstraße, doch scheint Zellenberg damals noch Stadtrechte besessen zu haben.
Der Weinort Zellenberg war bereits im 19. Jahrhundert wegen des hier erzeugten und vermarkteten Weißweins überregional bekannt.
Von 1871 bis zum Ende des Ersten Weltkrieges gehörte Zellenberg als Teil des Reichslandes Elsaß-Lothringen zum Deutschen Reich und war dem Kreis Rappoltsweiler im Bezirk Oberelsaß zugeordnet.

### Demographie
| Jahr | Einwohner | Anmerkungen                                                                                            |
| ---- | --------- | --- |
| 1793 | 430       | [ 8 ]                                                                                                  |
| 1821 | 463       | katholische Einwohner                                                                                  |
| 1846 | 469       | [ 8 ]                                                                                                  |
| 1861 | 477       | [ 7 ] [ 8 ]                                                                                            |
| 1880 | 345       | am 1. Dezember, auf einer Fläche von 481 ha, in 91 Häusern, davon 337 Katholiken und acht Protestanten |
| 1885 | 385       | [ 11 ]                                                                                                 |
| 1890 | 392       | in 91 Wohnhäusern mit 99 Haushaltungen, davon 388 Katholiken und vier Protestanten                     |
| 1910 | 325       | [ 13 ] [ 14 ] [ 11 ]                                                                                   |

| Jahr      | 1962 | 1968 | 1975 | 1982 | 1990 | 1999 | 2005 | 2010 | 2017 |
| --------- | ---- | ---- | ---- | ---- | ---- | ---- | ---- | ---- | ---- |
| Einwohner | 304  | 311  | 327  | 354  | 343  | 391  | 397  | 369  | 322  |

## Wirtschaft
Der Ort ist hauptsächlich durch den Weinbau geprägt, sowie in geringem Maß durch den Tourismus, wenngleich Touristen hauptsächlich das benachbarte Riquewihr ansteuern. Bekannteste Weinlagen sind die Alsace-Grand-Cru-Lagen Froehn und Schoenenbourg (diese zusammen mit Riquewihr).